# Goldman-Kleinstbuschratte
Die Goldman-Kleinstbuschratte (Nelsonia goldmani) ist ein Nagetier in der Gruppe der Neuweltmäuse, das in Mexiko vorkommt.

## Merkmale
Mit einer Kopf-Rumpf-Länge von 117 bis 133 mm, einer Schwanzlänge von 108 bis 126 mm und einem Gewicht von 43 bis 57 g ist die Art ein kleiner Vertreter der Unterfamilie Neotominae. Sie hat 25 bis 30 mm lange Hinterfüße und 22 bis 26 mm lange Ohren. Bezüglich der Fellfarbe werden zwei Unterarten unterschieden. Bei der Nominatform N. g. goldmani kommt dunkelgraues Fell vor und ein Aalstrich ist fast nicht erkennbar. Die Unterart N. g. cliftoni besitzt ein graugelbes Fell mit einem ockerfarbenen Aalstrich. Verglichen mit der Westlichen Kleinstbuschratte (Nelsonia neotomodon) hat die Art oberseits ein dunkleres Fell, dunklere und längere Hinterfüße sowie einen Schwanz, dessen Unterseite nicht heller ist. Allgemeine Kennzeichen sind ein dicker Schwanz, abgerundete Ohren und lange Vibrissen.

## Verbreitung
Die Goldman-Kleinstbuschratte hat mehrere disjunkte Populationen in der Gebirgskette Sierra Volcánica Transversal in Mexiko. Sie wurde in den Bundesstaaten Colima, Jalisco, Michoacán und México dokumentiert. Das Verbreitungsgebiet liegt auf 2000 bis 3100 Meter Höhe. Hier lebt die Goldman-Kleinstbuschratte in Wolken- und Nebelwäldern, in denen Nadelbäume und Eichen vorherrschen. Die Region ist durch felsige Böschungen, Erosionsrinnen und Klamme gekennzeichnet.

## Lebensweise
Die Exemplare sind bodenbewohnend und verstecken sich oft unter moosbewachsenen Felsen. Ein abgerissener Schwanz, der in einer Falle 2,5 Meter über dem Boden gefunden wurde, lässt vermuten, dass die Art teilweise baumbewohnend ist. Im Jahr 2018 konnten Individuen beobachtet werden, die Flechten und Eicheln fraßen. Funde von Jungtieren sind aus dem Februar bekannt.

## Bedrohung
Der Bestand der Goldman-Kleinstbuschratte ist hauptsächlich durch intensive Forstwirtschaft und durch Umwandlung der Wälder in Ackerflächen bedroht. Weiterhin wirken sich Vulkanausbrüche, Waldbrände, Luftverschmutzungen und eingeführte Nahrungskonkurrenten negativ aus. Die Art wird von der IUCN als „stark gefährdet“ (endangered) gelistet.